# Сухой закон
Сухо́й зако́н — собирательный термин, включающий в себя частичный или полный запрет оборота этанолосодержащих веществ (за исключением медицинских, научных и промышленных целей, а также смесей с незначительным содержанием этанола).

## Сухой закон в разных странах

### Казахстан
По данным МВД в Казахстане 97 сел объявили себя территориями «сухого закона», добровольно отказавшись от алкоголя на 2024 год.

### Россия
В России ограничения на продажу алкоголя провоцировали, наряду с другими последствиями, употребление различных алкогольных суррогатов, одним из которых был широко употреблявшийся одеколон.

#### Российская империя

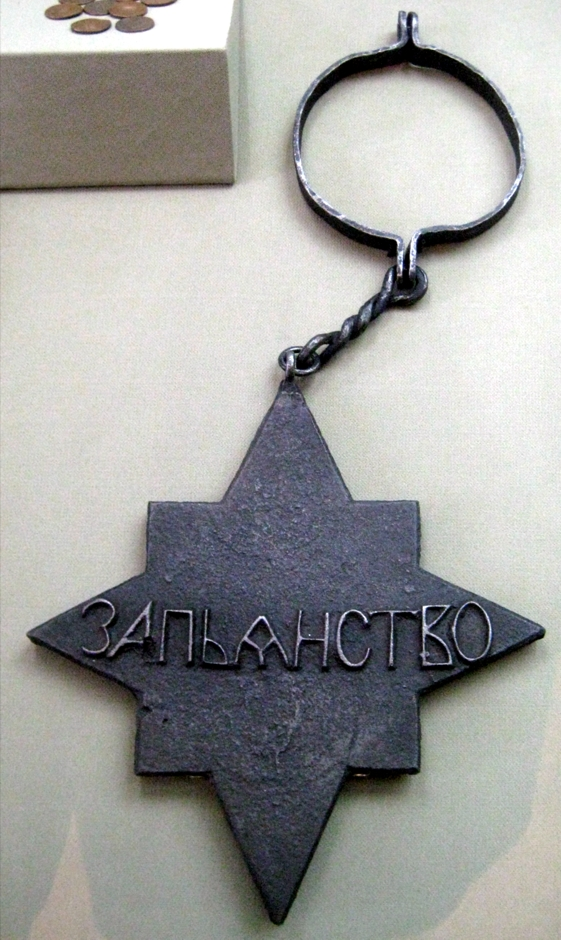
Медаль «За пьянство»

В 1914 году в начале Первой мировой войны был издан императорский указ о запрещении производства и продажи всех видов алкогольной продукции на всей территории России. Торговля алкогольными изделиями была прекращена с 19 июля 1914 г. в соответствии с заранее обусловленной (в мае того же года) нормой — на время мобилизации, а в конце августа продлена на всё время войны.
Император Николай II был убеждён, что пьянство — порок, разъединяющий русское крестьянство, и его долг вступить в борьбу с этим пороком. Его попытки встретили упорное сопротивление в Совете Министров, так как доход от продажи спиртных напитков составлял одну пятую государственных доходов. Чтобы провести реформу, императору пришлось уволить главного противника мероприятия министра финансов В. Н. Коковцова. В январе 1915 года был утвержден бюджет, не предусматривающий доход от продажи спиртных напитков.
Сам Николай II демонстративно в период войны употреблял квас на официальных мероприятиях. При этом в Ставке постоянно употреблялись крепкие спиртные напитки, о чем сообщается в ряде воспоминаний. На описанном генералом Александром Спиридовичем праздновании 26 ноября 1915 года на приеме георгиевских кавалеров в Ставке тост императора выглядел следующим образом:

Затем была обедня и завтраки. Государь пришел в столовую солдат кавалеров и выпил за их здоровье квасом.
Крепкие алкогольные напитки продавали только в ресторанах. И хотя в ответ на указ появились многочисленные способы обхода закона, среднее потребление алкоголя на 1 человека снизилось более чем в десять раз. И только в 1960-х годах достигло уровня 1913 г.
По данным Большой советской энциклопедии, Госкомстата СССР, душевое потребление алкогольных напитков:
- 1906—1910 гг. — 3,4 литра;
- 1913 г. — 4,7 литра;
- 1915 г. — 0,2 литра;
- 1925 г. — 0,88 литра;
- 1940 г. — 1,9 литра;

Число психических больных на почве алкоголизма:
- 1913 г. — 10 267;
- 1916—1920 гг. — единичные наблюдения.

Доля психически больных алкоголиков среди общего числа поступивших в психиатрические больницы:
- 1913 г. — 19,7 %;
- 1915—1920 гг. — менее одного процента;
- 1923 г. — 2,4 %.

Число арестованных в пьяном виде в Петербурге во втором полугодии 1914 г. сократилось на 70 %. Число вытрезвляющихся сократилось в 29 раз. Число самоубийств на почве алкоголизма в Петрограде упало на 50 %. Подобные же результаты были получены ещё по 9 губерниям России.
Наряду с положительными итогами, были и отрицательные, такие как: тайное самогоноварение, потребление суррогатов, отравления ими, нарушение закона отдельными заводчиками.
По инициативе членов Государственной Думы крестьян И. Т. Евсеева и П. М. Макогона в Государственную Думу внесено законодательное предложение «Об утверждении на вечные времена в Российском государстве трезвости». В объяснительной записке к законодательному предложению авторы его пишут:

Высочайше Утверждённым Положением Совета Министров 27 сентября 1914 года городским думам и сельским общинам, а Положением 13 октября того же года — и земским собраниям на время войны предоставлено было право запрещать торговлю спиртными напитками в местностях, находящихся в их ведении. Волею Государя право решения вопроса быть или не быть трезвости во время войны было предоставлено мудрости и совести самого народа. Сказка о трезвости — этом преддверии земного рая — стала на Руси правдой. Понизилась преступность, затихло хулиганство, сократилось нищенство, опустели тюрьмы, освободились больницы, настал мир в семьях, поднялась производительность труда, явился достаток.
Несмотря на пережитые потрясения, деревня сохранила и хозяйственную устойчивость и бодрое настроение, облегчённый от тяжкой ноши — пьянства, сразу поднялся и вырос русский народ.
Да будет стыдно всем тем, которые говорили, что трезвость в народе немыслима, что она не достигается запрещением.
Не полумеры нужны для этого, а одна решительная бесповоротная мера: изъять алкоголь из свободного обращения в человеческом обществе на вечные времена.
— [rutracker.org/forum/viewtopic.php?t=2763264 Мендельсон А. «Итоги принудительной трезвости и новые формы пьянства», Петроград, 1916 г.]. — С. 52—53.
Трудности, связанные с добычей спиртных напитков, привели к резкому скачку наркомании среди городских низов, люмпенов, и, что немаловажно, военнослужащих на действительной воинской службе, в частности солдат и матросов. Причём, доступными стали тяжёлые наркотики, морфий и кокаин, ранее употреблявшиеся только верхами, богемой и проститутками. Особенно остро проблема проявилась в столичном Петроградском гарнизоне, поскольку основной канал контрабандного ввоза наркотиков в страну по всей вероятности проходил через северо-западные порты и достать наркотики в столице было проще, чем в глубинке. Культура употребления наркотиков стала элементом повседневного военного быта в Петрограде и прилегающих районах. По сведениям царского охранного отделения, акты революционного насилия и террора совершались революционно настроенными матросами в состоянии сильного наркотического опьянения. Употребление наркотиков в борделях было повсеместным. В пристрастии к наркотикам признались 410 из 573 опрошенных московских проституток, среди них кокаинисток было 112, морфинисток — 67, эфироманок — 18, курило опиум — 16, гашиш — 7. Из 410 признавшихся, 284 указали, что начали принимать наркотики после того как занялись проституцией.
С приходом советской власти борьба с алкоголизмом была продолжена. В декабре 1917 года Советское правительство продлило запрет на торговлю водкой. 19 декабря 1919 года СНК РСФСР принял постановление за подписью В. И. Ленина — «О воспрещении на территории страны изготовления и продажи спирта, крепких напитков и не относящихся к напиткам спиртосодержащих веществ», предусматривающее строгие меры: не менее 5 лет тюремного заключения с конфискацией имущества.
Первые послабления в отношении алкоголя произошли в самом начале января 1920 г. За подписью С. Бричкиной, секретаря Совнаркома, было внесено изменение в постановление от 19 декабря 1919 г. и было разрешено производить и продавать вино виноградное крепостью до 12 градусов.
Далее процесс пошел с ускорением. 9 августа 1921 г. была разрешена продажа виноградного вина крепостью до 14 градусов, 8 декабря 1921 г. декретом «О продаже виноградных вин» разрешили продавать вино крепостью до 20 градусов. 3 февраля 1922 г. разрешили продажу пива, 20 апреля 1922 г. декретом ВЦИК и СНК РСФСР разрешили торговать вином на всей территории Российской Федерации Советских Республик.
28 августа 1925 года ЦИК СССР и СНК СССР издали постановление о возобновлении производства и торговли спиртными напитками в СССР. По имени Рыкова А. И., ставшего Председателем СНК СССР 21.01.1924 года, в народе за водкой на некоторое время закрепилось название «рыковка».

#### СССР

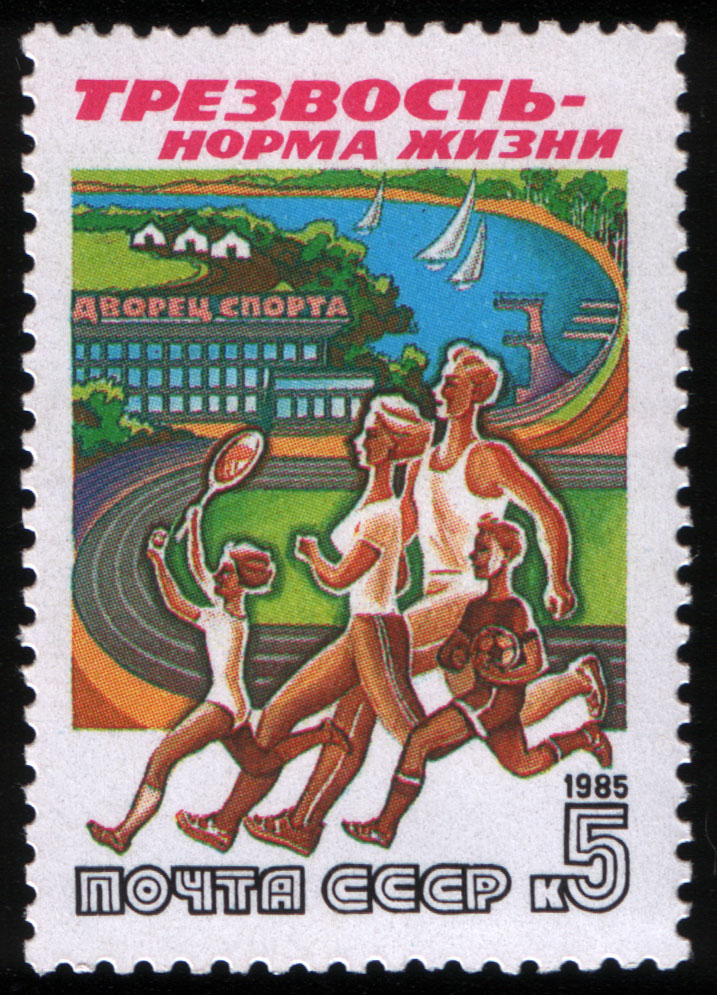

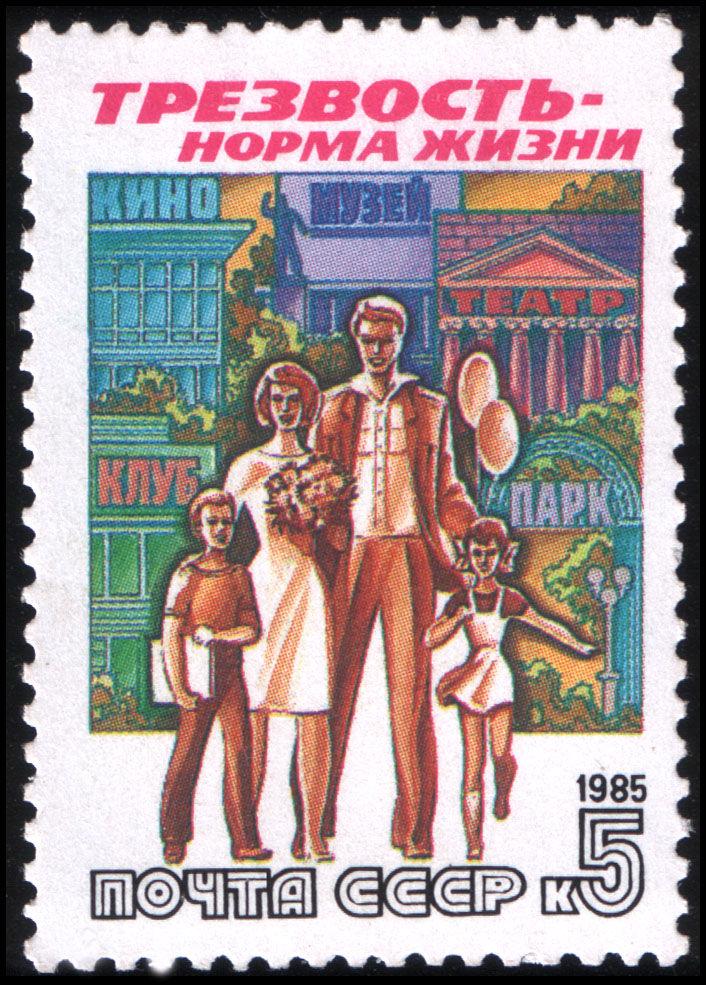
Почтовые марки СССР, «Трезвость — норма жизни», 1985, 5 копеек (ЦФА 5686—5687, Скотт 5417—5418)

Во время действия антиалкогольного постановления (1985—1987 годы) рождалось в год по 5,5 миллионов новорождённых, на 500 тысяч в год больше, чем каждый год за предыдущие 20-30 лет, причём ослабленных родилось на 8 % меньше. Ожидаемая продолжительность жизни мужчин увеличилась на 2,6 года и достигла максимального значения за всю историю России, снизился общий уровень преступности. Сокращение смертности по сравнению с прогнозируемой линией регрессии без учета кампании составляет 919,9 тысячи у мужчин (1985—1992 годы) и 463,6 тысячи у женщин (1986—1992 годы) — всего 1383,4 тысячи человек или 181±16,5 тысяч в год.
Как и в период действия Сухого закона в Российской империи, побочным продуктом антиалкогольной кампании в СССР явился рост токсикомании и наркомании. Наркотики стали более доступными широким слоям населения, прежде всего молодым людям. Явление массовой наркомании в молодёжной среде с середины 1980-х гг. в СССР стремительно выходит за пределы криминальной хроники и находит своё отражение в авангардных произведениях советского кинематографа («Воры в законе», «Дорога в ад», «Дрянь», «Игла», «Исповедь. Хроника отчуждения», «Под небом голубым…», «Трагедия в стиле рок» и др.), освещается в актуальных телепередачах для молодёжи («До 16 и старше…», «Марафон-15»).

#### Российская Федерация
В Ульяновской области действует региональный закон о запрете продажи крепких спиртных напитков по субботам и воскресеньям, а также после 20:00 каждого дня.
Глава Чечни Рамзан Кадыров в 2011 году предложил ввести сухой закон на территории всей Российской Федерации. «Я бы вообще запретил продавать водку», — сказал Кадыров.
Инициативу Кадырова поддержал руководитель Роспотребнадзора Геннадий Онищенко, который при этом признал, что ввести эту меру на данном этапе нереально, и предложил значительно поднять цены на водку (не менее 100 долларов за бутылку).
В апреле 2013 года Парламент Дагестана одобрил законопроект «Об установлении дополнительных ограничений времени розничной продажи алкогольной продукции на территории республики Дагестан». Закон запрещает продажу алкоголя в День защиты детей (1 июня), День молодёжи (27 июня), День знаний (1 сентября), день проведения последнего звонка в школах, а также в период месяца Рамадан. В обычные дни реализация спиртного в Дагестане разрешается с 10:00 до 20:00.
В 2010 году, когда в Якутии была запрещена продажа крепких спиртных напитков с 20 часов вечера до 14 часов следующего дня, антиалкогольные меры в республике назвали «самыми жёсткими в России». С 1 января 2013 года по указу главы Якутии Егора Борисова на территории республики запрещена продажа любого алкоголя с 20:00 до 14:00 следующего дня. Подобные меры власти объясняют желанием покончить с алкоголизмом и пьяной преступностью.
В 2014 году в большинстве регионов местными законопроектами была запрещена в определённые дни торговля спиртным в магазинах, разрешена только в пунктах общественного питания с запретом на вынос. Дни запрета с вариациями в каждом регионе: День российского студенчества (25 января), День последнего звонка (25 мая или 24, если 25-е приходится на воскресенье), 1 июня (Международный день защиты детей), 27 июня (День молодёжи), День знаний (1 сентября или, если 1-е число приходится на воскресенье, 2 сентября), 11 сентября (День трезвости) и Международный день студентов (17 ноября).
1 марта 2025 года в Вологодской области губернатором Георгием Филимоновым введён сухой закон "12-14", ограничивающий продажу алкоголя до 2 часов по будням.

### США
Самые ранние движения протеста, направленного в сторону алкогольной продукции и её распространителей, в Америке начались в конце XVIII столетия. Дело в том, что в этот период колонии имели явные проблемы социального характера, связанные именно с проблемой алкоголя. То есть, резко возросло количество пьяных убийств, насилий и грабежей в годы, последовавшие за американской революцией. Самый первый протест и критика пьянства исходили от доктора Бенджамина Раша, подписавшего декларацию независимости от имени Пенсильвании. В частности, он выступил против ежедневной порции виски, выдававшейся солдатам в войсках Конгресса. Кроме того, в обычаи американцев того периода входило ежедневное принятие до нескольких кружек виски, с самого утра и до вечера, вместо кофе и чая, как принято было в Европе (этим последователи американской самоидентичности и независимости в том числе дистанцировали себя от Старого Света, но это приобрело столь угрожающие масштабы, что представители общественности и политические деятели были вынуждены обратить на это своё внимание). Ведь кофе и чай — это колониальные продукты, доставлявшиеся в колонии метрополией, а виски — изготовлялся на месте (в северных штатах — из ржи, в южных — из кукурузы). Другими словами, новой стране нужен был некий национальный напиток, и, по какой-то случайности, им был избран виски.
Более целенаправленный и бескомпромиссный протест начали пресвитериане в Коннектикуте в 1825 г. Сначала их требования ограничивались сокращением числа питейных заведений в стране, но к 1840 г. они дошли до ультимативных заявлений в пользу полного запрета алкоголя на территории США. В 1851 г. 12 штатов по общему согласию приняли местные антиалкогольные законодательства. После гражданской войны в 1869 г. создаётся Партия запрета (The Prohibition Party), в 1873 г. создается Женский христианский союз воздержания (WCTU), в 1893 г. создаётся Антисалуновая лига Америки (ASLA). Кроме того, на территории США действовали множественные организации, которые называли себя «прогрессистскими». Программа этих объединений была такова: запрет алкоголя, реализация христианских протестантских ценностей и принципов в политике страны, защита семейных ценностей, то есть совмещение духовного и материального прогресса в одной нации. Все эти организации основной своей деятельностью избрали лоббирование антиалкогольного законодательства.
Впервые запреты, связанные с обращением алкоголя, были приняты в Соединённых Штатах в середине XIX века. В период с 1846 по 1855 гг. «сухой закон» вводился в 13 штатах, но впоследствии его там отменяли и объявляли антиконституционным.
В 1913 году ASLA впервые предложила ввести общенациональное законодательство (повторяя оставшиеся неудовлетворенными требования пресвитериан), и 9 штатов запретили трафик алкогольной продукции на своей территории сразу же, а после внесения поправки в 1914 г. производство и продажа алкоголя на территории США были ограничены. В течение 6 последующих лет Конгресс и президент обсуждали её и конфликтовали из-за неё, и в 1919 г. она была принята.
С 1883 по 1887 г. в штате Флорида проходило формирование системы судебных прецедентов, направленных на ограничение распространения алкоголя. В 1885 году во Флориде началось движение, позже названное «сухим» и давшее сленговое обозначение для официального термина «Запретительное законодательство» — «сухой закон». В результате к 1907 году во Флориде было создано местное законодательство штата, запрещающее распространение и производство алкогольной продукции — знаменитая 19-я статья конституции Флориды. Создание её было инспирировано общественностью. К 1913 г. во Флориде уже полным ходом шли судебные процессы против владельцев нелегальных баров и салунов.
К 1918 г. антиалкогольное движение в США набрало такую силу, что в 1919 г. была принята уже известная 18-я поправка к конституции, так, в августе 1907 года одновременно Джорджия, Южная Каролина и Алабама ввели запреты на алкоголь. К 1908 году начинает формироваться местное запретительное законодательство и в других штатах, преимущественно южных. Формирование этих законов — результат долгой и упорной борьбы общественных деятелей Америки на протяжении всей второй половины XIX века за ограничение деятельности нелегального распространения алкоголя. При этом все процессы, происходившие в американском обществе, коренным образом повлияли и на работу непосредственно самого аппарата власти — как известно, президент Вильсон был по происхождению с Юга, да и 4 члена его кабинета были южанами, где т. н. «сухое» движение за воздержание было широко распространено. Но демократические круги (а это было большинство в Сенате) были против антиалкогольного проекта, так как пищевая промышленность терпела убытки из-за закрытия для распространения алкогольной продукции внутреннего рынка, а с запретом в 1919 году вообще потерпела катастрофу. Это очень не нравилось крупным промышленникам Севера. В обществе постепенно назревал конфликт, который привёл постепенно к отмене 18-й поправки.
В 1905 г. «сухой закон» действовал в Канзасе, Мэне, Небраске и Северной Дакоте, к 1912 г. он охватил уже девять штатов, к 1916 г. — 26 штатов. После вступления США в первую мировую войну правительство стремилось сберегать запасы зерна, и сторонники Сухого закона добились общенационального запрета на производство спиртных напитков.
В 1917 г. Конгресс США принял и направил на утверждение штатов проект Восемнадцатой поправки к Конституции о введении «сухого закона». В сентябре 1917 г. в стране было прекращено производство виски, а в мае 1919 г. та же участь постигла производство пива.
В октябре 1919 г. был принят закон Волстеда, регламентировавший реализацию Восемнадцатой поправки (вопреки вето президента Вудро Вильсона).
С 1 июля 1919 г. на территории США была запрещена продажа спиртных напитков крепостью свыше 2,75 % (Wartime Prohibition Act), а 17 января 1920 г. вступила в силу Восемнадцатая поправка к Конституции США (Eighteenth Amendment to the United States Constitution). Антиалкогольные меры были крайне непопулярны, к тому же они существенно повредили национальной экономике и вызвали резкое повышение уровня организованной преступности. Гангстерские группировки (бутлегеры) наживались на контрабанде и подпольной торговле спиртным, не облагавшейся налогами.
По данным министерства юстиции США (записка помощника министра, 1924 г. — см. Андре Каспи, «Повседневная жизнь Соединенных Штатов в эпоху процветания и сухого закона»), в штате Нью-Йорк «невыполнение закона» составляло 95 %, в регионе Сан-Франциско — 85 % и т. д. В других штатах закон выполнялся лучше: «лидерами» были Канзас и Юта, где невыполнение составляло 5 %. Общий вывод — «Вместо того, чтобы очистить общество, сухой закон поверг его в глубочайшую коррупцию. Он возвел на трон и позволил царствовать Аль Капоне» (там же).
Под давлением общественности в декабре 1933 года была принята Двадцать первая поправка к Конституции США, отменявшая общенациональный «сухой закон».
На уровне отдельных штатов ограничения оставались. Оклахома, Канзас и Миссисипи оставались «сухими» ещё в 1948 году. Штат Миссисипи последним из всех снял ограничения в 1966 году.
Однако, ограничения на уровне городов оставались и дольше. Так, например, в луизианском городе Пайнвилл продажа алкогольных напитков была запрещена вплоть до 2013 года, когда на референдуме горожане проголосовали за разрешение продажи алкоголя, но только в лицензированных ресторанах. Также рядом, на другом берегу реки Ред-Ривер, находится город Алегзандрия, где можно приобрести алкоголь и в магазинах.

### Финляндия
Сухой закон вступил в силу 1 июня 1919 года. Он закрепил за государственной алкогольной компанией монопольное право на производство, импорт и продажу алкогольных напитков, разрешив использование алкоголя только в лечебных, научных и технических целях. Закон касался всего, что содержит в объёме более 2 % этанола, исключая денатурат.
Принятие закона, однако, привело к росту контрабанды и подпольного рынка. Самогоноварение и контрабанда спирта достигли угрожающих размеров. Количество конфискованного алкоголя росло год от года и превысило в 1930 г. 1 миллион литров.
Незаконная торговля спиртом превратилась в очень прибыльный вид бизнеса. Основная часть спирта завозилась в страну кораблями через Финский залив из Польши, стран Прибалтики и Германии. Контрабандисты изобрели специальные «спиртовые торпеды» — собранные воедино в многометровую конструкцию жестяные канистры, буксируемые позади корабля. При опасности трос бросался, и «торпеда» шла на дно — носовая часть была заполнена солью. Через определённое время соль растворялась — нужно было лишь запомнить место и вернуться. Контрабандисты поставляли в Финляндию ежегодно до 6 миллионов литров спирта. Продавался контрабандный спирт или в 12-литровых канистрах или в сосудах ёмкостью в четверть литра (т. н. «воробушки»). В любом хельсинкском ресторане, зная правильные термины, можно было заказать креплёный спиртом чай или кофе.
Были и другие последствия: изготовленная в неизвестных условиях водка часто содержала метанол. Расширялась коррупция. Осложнились отношения с экспортёрами вина — Португалией и Францией.
Справляться с контрабандой становилось всё сложнее, ресурсов полиции и таможенников просто не хватало, после 1922 года 80 % преступлений — нарушения «сухого закона». В конце 1931 года правительство приняло решение организовать всенародный референдум по вопросу об отмене сухого закона. 29—30 декабря 1931 года 546 тысяч избирателей (более 70 %) проголосовали за отмену закона. За его продление было подано 217 тыс. голосов. В голосовании приняли участие 44 % граждан, имевших право голоса.
Парламент одобрил отмену закона: 120 депутатов проголосовали за его отмену, и лишь 45 — против.
5 апреля 1932 года в 10:00 первые 48 государственных алкогольных магазинов были открыты по всей стране (т. н. «загадка про 5-4-3-2-1-0»). С вступлением в силу нового закона монополию на изготовление и розничную торговлю алкогольной продукции приобрела государственная компания Oy Alkoholiliike Ab (Alko). До мая разрешалось выпускать солодовые напитки крепостью до 2,25% алкоголя, до сентября — до 3,2% с сентября — до 4,5%.

### Исламские страны
Несмотря на то что употребление алкоголя (опьяняющих напитков) прямо запрещено в Коране, далеко не во всех исламских странах действует официальный «сухой закон» на государственном уровне. Де-юре только некоторые традиционно исламские страны (например ОАЭ, Саудовская Аравия, Иран) ввели на своей территории законодательные ограничения оборота алкоголя. Впрочем де-факто в странах преимущественно исламского вероисповедания потребление алкоголя, даже без введения «сухого закона», невелико. Так, в Турции в 1983 году оно составило, в пересчёте на чистый спирт, 1,2 литра, тогда как в СССР в этом же году оно равнялось 6,1 литра, в США — 8,1 литра, во Франции — 13,1 литра на человека в год.
В июне 2013 года президент Турции Абдулла Гюль утвердил законопроект, ограничивающий продажу и рекламу алкоголя в Турции. Закон запретил продажу спиртных напитков в период с 22 часов до 6 часов утра и полностью исключил их продажу несовершеннолетним. Нарушение антиалкогольного закона в Турции карается денежным штрафом до 200 тысяч лир, а продажа алкоголя несовершеннолетним — лишением свободы сроком до одного года. После того, как в мае того же года турецкий парламент одобрил данный законопроект, в стране начались массовые антиправительственные выступления. Наблюдатели отметили, что одной из причин для их начала послужил именно сухой закон, который демонстранты восприняли как затрагивающий их сложившийся образ жизни.

### Сухой закон в других странах
- 1907—1948 — Канада (в отдельных регионах) — см. «Сухой закон» в Канаде[англ.].
- 1915—1922 — Исландия (при этом пиво было под запретом до 1989 года) — см.: «Сухой закон» в Исландии.
- 1916—1927 — Норвегия.

В 1922 году планировалось введение «сухого закона» в Швеции, для чего был впервые организован всенародный референдум, на котором с минимальным перевесом победили его противники.

## Прочие факты о запрете алкоголя
Указы о запрете алкоголя издавались с древних времён (например, запрет на винокурение в китайском государстве Северная Вэй в середине V в).